# Gérard Guillaumaud

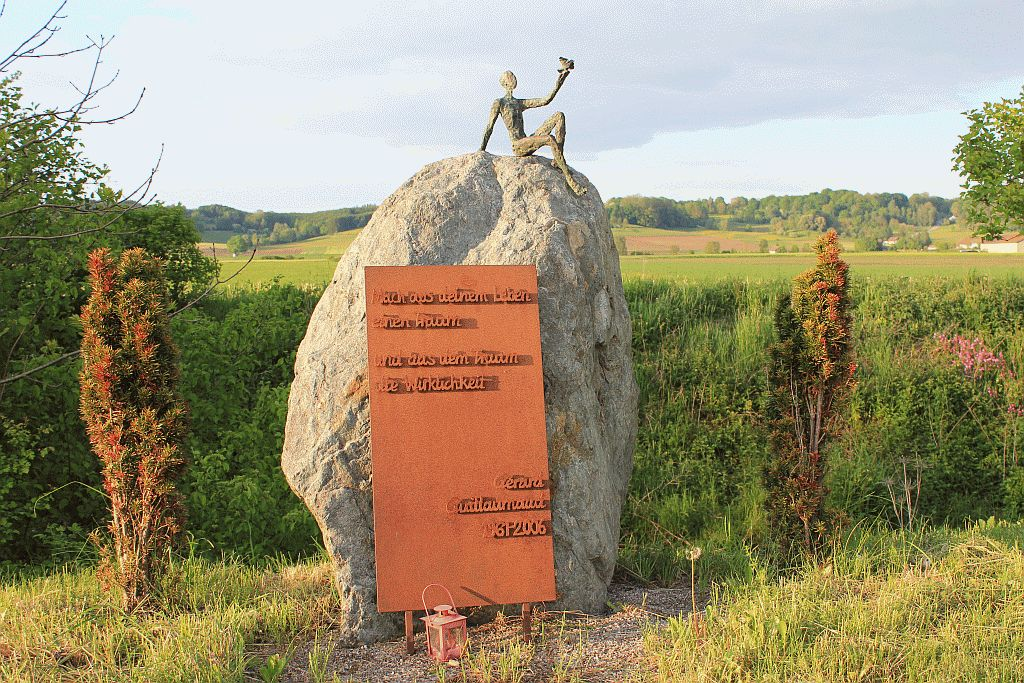
Der Gedenkstein auf der Zufahrtsstraße zum Werk

Gérard Laurent Guillaumaud (* 1961 in Frankreich; † 29. November 2006 in Mattsies) war Testpilot, Offizier der französischen Luftwaffe und Absolvent der National Test Pilot School in Mojave im US-Bundesstaat Kalifornien.

## Leistungen
Gérard Guillaumaud war am 16. August 2004 der erste Pilot, der in einem dieselgetriebenen Flugzeug (Diamond DA42) den Atlantik überquerte. Er bewältigte die 3.518 Kilometer lange Strecke in 12 Stunden und 30 Minuten. Planmäßig sollte der Flug noch 1.100 Kilometer weiter in Toulouse enden, doch Guillaumaud entschied sich wegen eines Gewitters in Portugal zur Landung.
Des Weiteren hält er noch einige vom internationalen Luftsportverband FAI anerkannte Weltrekorde. Er war einer der bedeutendsten Testpiloten Europas und leistete einen großen Beitrag zur Sicherheit der Luftfahrt.

## Unfall und Gedenken
Am 29. November 2006 führte Gérard Guillaumaud den zweiten Prototyp der Grob G180 spn mit dem Luftfahrzeugkennzeichen D-CGSP am Flugplatz Mindelheim-Mattsies, dem Werksflugplatz der Grob Aerospace, im Flug vor, als sich im Überflug Teile vom Flugzeug lösten und die Maschine kurz danach abstürzte. Gérard Guillaumaud kam dabei ums Leben.
Presseaussendung der Grob Aerospace zum tödlichen Unfall Guillaumaud's vom 30. November 2006 (Auszug):
„Der tragische Unfall ereignete sich am 29. November 2006 um 13.15 Uhr kurz nach dem Start des Jets vom Werksgelände in Tussenhausen-Mattsies im bayerischen Landkreis Unterallgäu. Das zweite spn-Testflugzeug, mit dem er den Erstflug am 29. September dieses Jahr durchführte, absolvierte bisher über 40 Flüge mit 28 Flugstunden.“
„Das erste Testflugzeug hat bis heute 300 Flugstunden und 450 Flüge absolviert.“
„Gerard Guillaumaud hatte über 25 Jahre Flugerfahrung, davon 18 Jahre in der französischen Luftwaffe und in deren Testzentrum. Er flog dabei eine Vielzahl unterschiedlicher Flugzeugtypen, vom Mirage F1 Kampfflugzeug zu kleineren Flugzeugen und Hubschraubern. Mit den beiden spn-Prototypen erreichte er bereits 260 Flugstunden.“
„Guillaumaud war eine sehr beliebte und anerkannte Persönlichkeit mit breiter Erfahrung als Testpilot. Neun neue Flugzeuge erprobte er – teilweise mit dem Erstflug - bei Herstellern wie Adam Aircraft, HP Aircraft und Diamond Aircraft und wurde ein Experte in der Entwicklung und Zulassung von Flugzeugen nach JAR/FAR23.“
In Gedenken an Guillaumaud wurde 2007 der European Flight Test Safety Award installiert, der im Rahmen des European Flight Test Safety Workshops vergeben wird. Ein von Grob Aerospace errichtetes Denkmal für Gérard Guillaumaud wurde ein Jahr nach dem Absturz an der Straße von der Gemeinde Mattsies zum Werk der Grob Aerospace enthüllt.